# Aventignan
Aventignan (gaskognisch: Aventinhan) ist eine französische Gemeinde mit 207 Einwohnern (Stand: 1. Januar 2022) im Département Hautes-Pyrénées in der Region Okzitanien; sie gehört zum Arrondissement Bagnères-de-Bigorre und zum Kanton La Vallée de la Barousse. Die Einwohner werden Aventignanais/Aventignanaises genannt.

## Geografie
Aventignan liegt rund zwölf Kilometer ostsüdöstlich der Stadt Lannemezan im Osten des Départements Hautes-Pyrénées. Die Gemeinde besteht aus dem Dorf Aventignan sowie zahlreichen Streusiedlungen. Die Neste durchquert in östlicher Richtung den Norden der Gemeinde und bildet streckenweise die nördliche Gemeindegrenze. Das Gemeindegebiet wird auch vom Flüsschen Nistos und dem Merdan durchquert, die beide der Neste zuströmen. Die Autoroute A64 führt wenige Kilometer nördlich der Gemeinde vorbei.
Umgeben wird Aventignan von den Nachbargemeinden Saint-Paul im Norden, Mazères-de-Neste im Nordosten, Tibiran-Jaunac im Osten und Südosten, Générest im Süden und Südwesten sowie Lombrès und Montégut im Westen.

## Geschichte
Der Ort tauchte erstmals im Jahr 1387 indirekt als de Aventinhano in einem Kirchenregister der Grafschaft Comminges auf. Im Mittelalter lag der Ort innerhalb der Region Rivière-Verdun, die ein Teil der Provinz Gascogne war. Die Gemeinde gehörte von 1793 bis 1801 zum District La Barthe. Zudem lag Aventignan von 1793 bis 1870 im Kanton Nestier und danach bis 2015 im Kanton Saint-Laurent-de-Neste. Die Gemeinde ist seit 1801 dem Arrondissement Bagnères-de-Bigorre zugeteilt.

## Bevölkerungsentwicklung
| Jahr                       | 1962 | 1968 | 1975 | 1982 | 1990 | 1999 | 2006 | 2014 | 2020 |
| Einwohner                  | 238  | 272  | 225  | 216  | 208  | 180  | 179  | 201  | 208  |
| Quellen: Cassini und INSEE |      |      |      |      |      |      |      |      |      |

## Sehenswürdigkeiten
- prähistorische Höhle von Gargas, seit 1910 Monument historique[1][2]
- Kirche Saint-Saturnin (auch Saint-Sernin genannt); mehrere Gegenstände sind seit 1992 als Monument historique ausgewiesen
- Denkmal für die Gefallenen[3]
- mehrere Wegkreuze

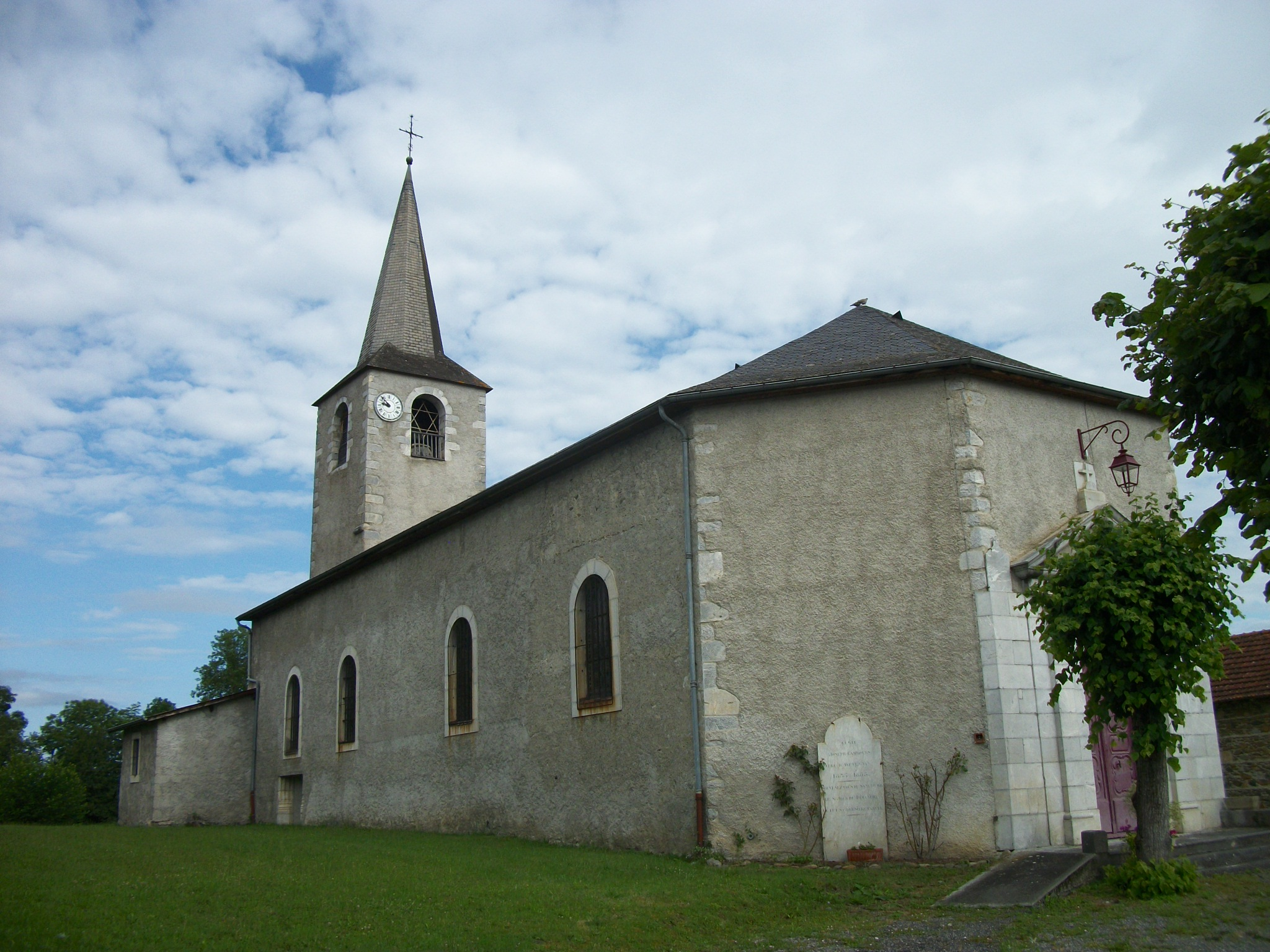
Kirche Saint-Saturnin
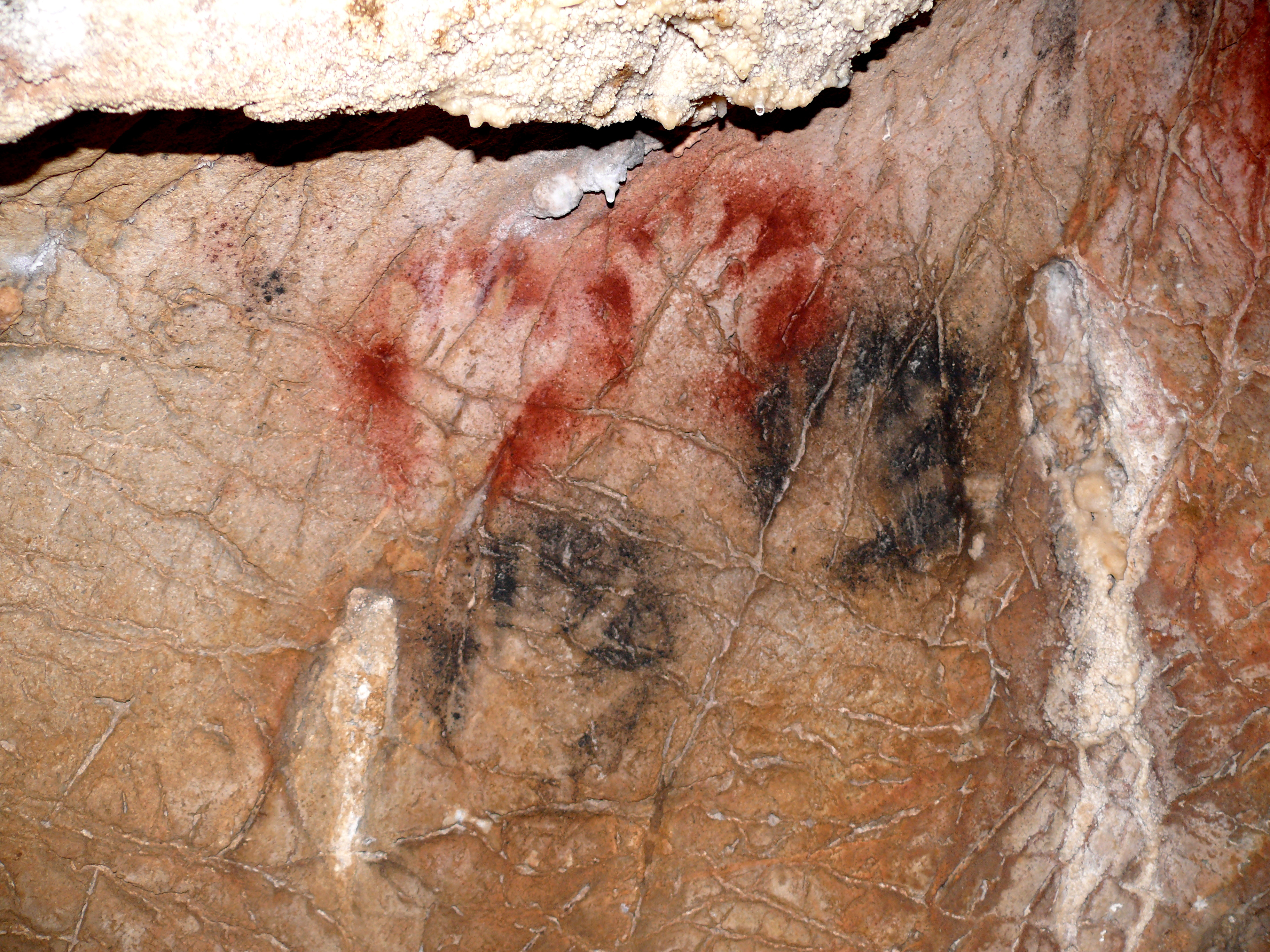
Hände in der Höhle von Gargas
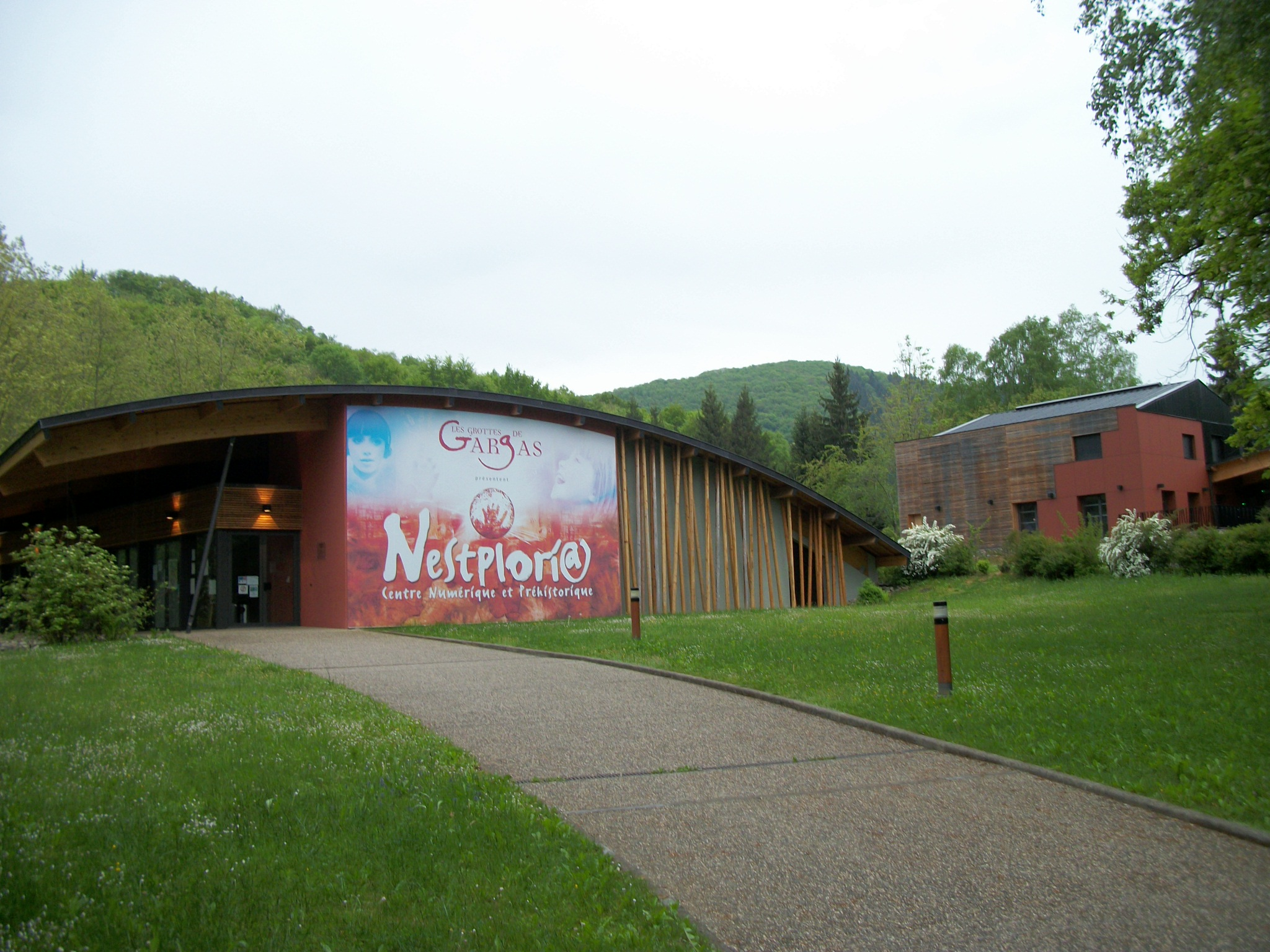
Eingang zur Höhle von Gargas
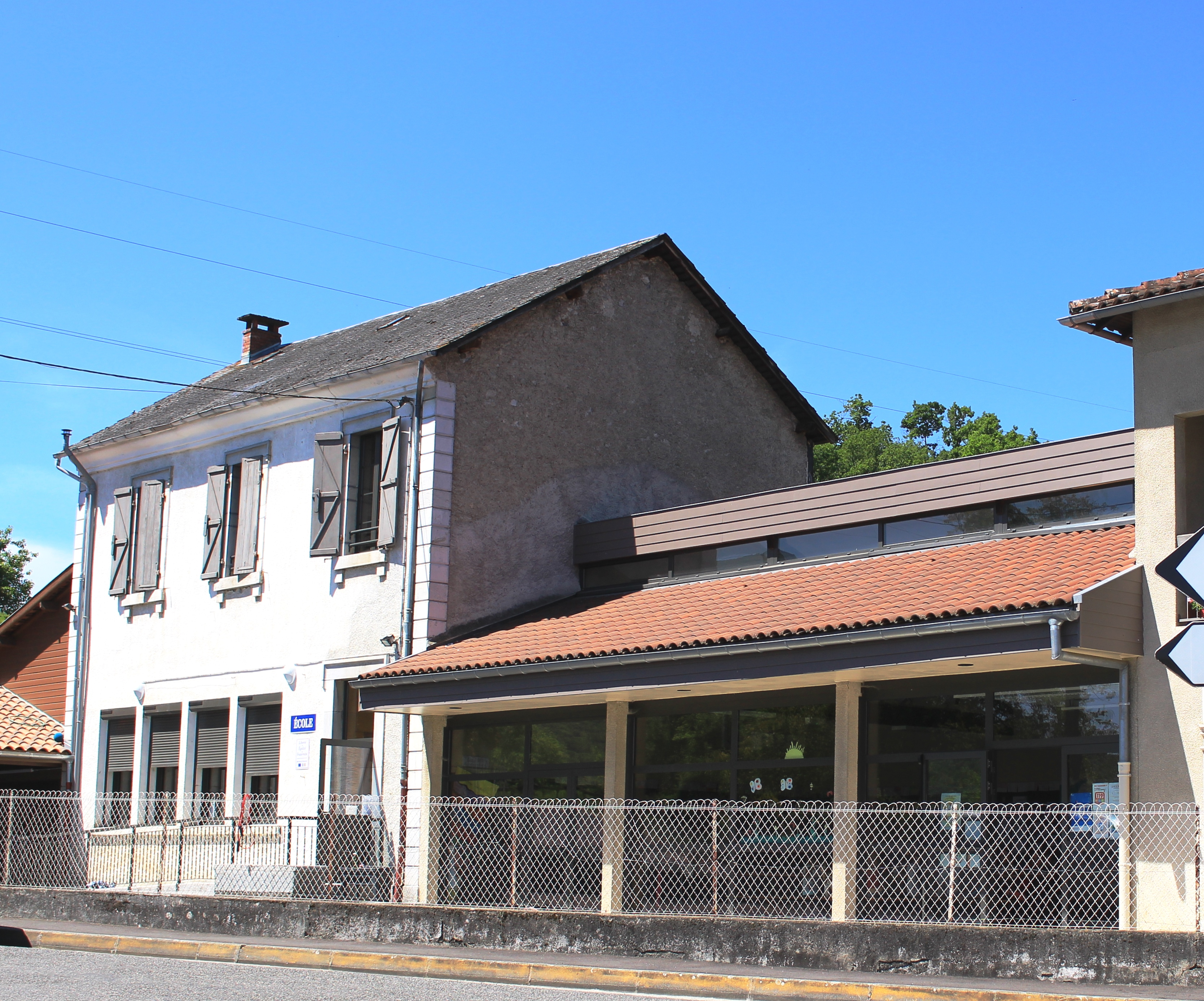
Schule
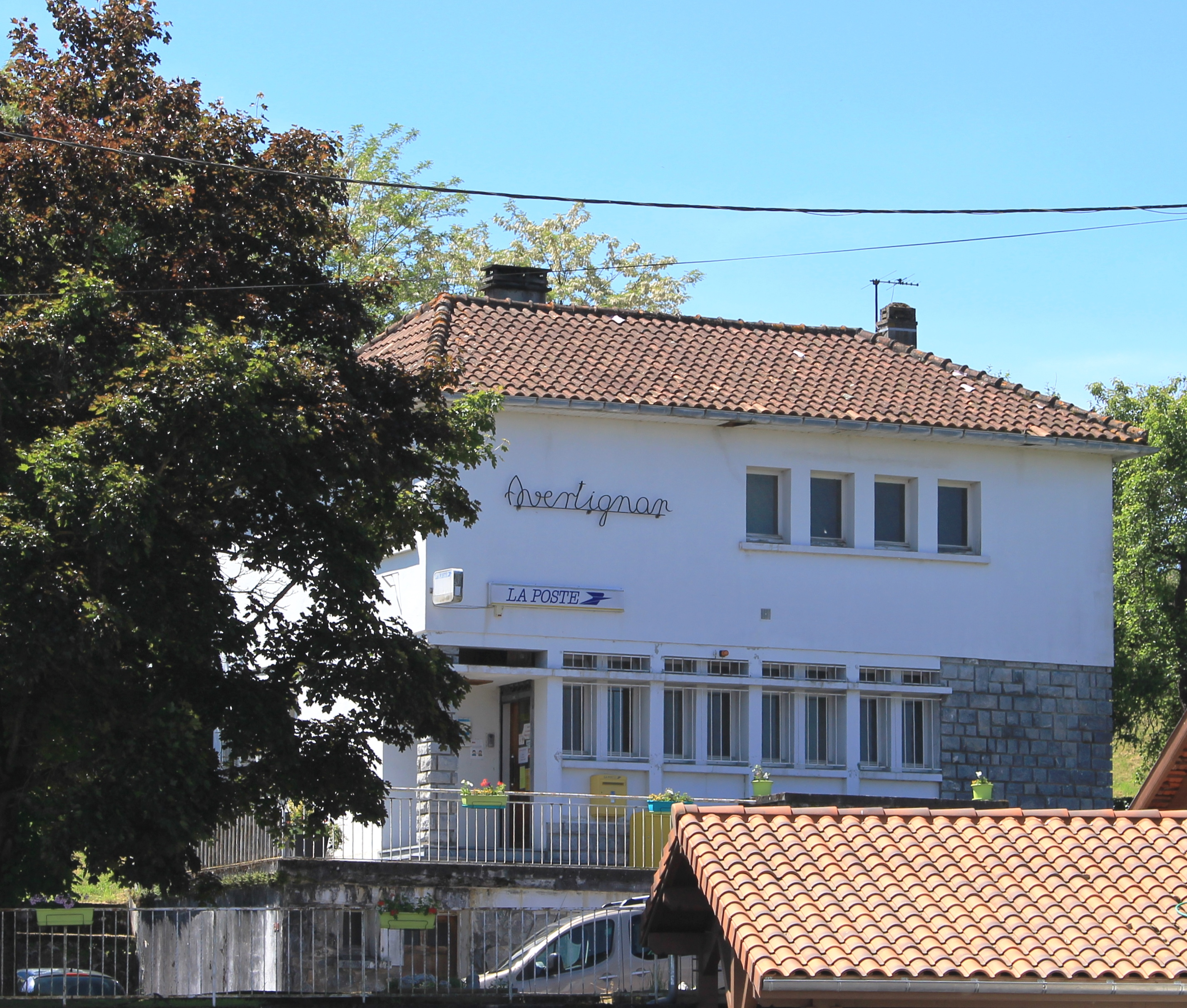
Postamt
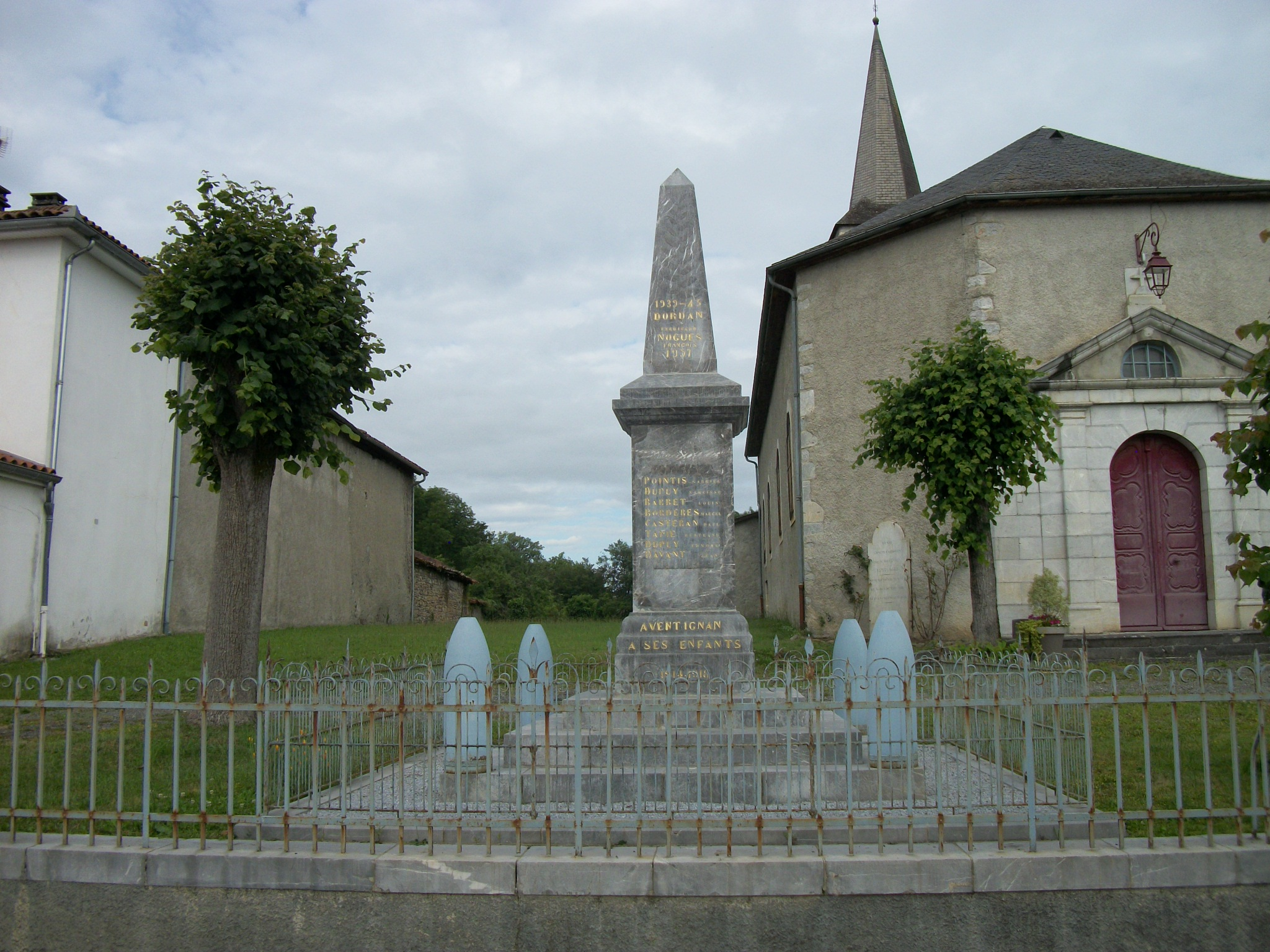
Gefallenendenkmal